# خيران (الشرية)

تعديل مصدري - تعديل

خيران هي إحدى قرى عزلة آل غنيم بمديرية الشرية التابعة لمحافظة البيضاء، بلغ تعداد سكانها 362 نسمة حسب تعداد اليمن لعام 2004.